# Українська драматична школа
Українська драматична школа — відділ Вищого музичного інституту імені М. Лисенка у Львові, діяла у 1922–1925 роках. Директор О. Загаров, фактично М. Вороний; з його поверненням до УРСР Українська драматична школа перестала існувати.